# 王丹岑
王丹岑（1909年—1959年），乳名興，字萍草。安徽省太和縣光武鎮南小孫寨人（現屬界首）。民國37年（1948年）在安徽省第四選區當選第一屆立法委員

## 生平[1][2]
- 民國15年（1926年）入上海中國公學讀書，畢業後考入北京大學
- 在上海主編《星火》文學月刊
- 民國26年抗日戰爭爆發，王丹岑返鄉在太和縣城創辦私立安徽中學
- 民國26年春，任上海私立安徽中學太和分校負責人；是年任太和縣抗日總動員委員會指導員；5月，任太和縣人民抗日自衛軍二支隊長、皖北人民抗日自衛軍第五路第二支隊隊長
- 民國28年初，任阜陽十一縱隊政治部主任
- 民國32年秋，主辦太和縣私立育英初級中學，並任太和縣私立槐風染織料職業學校董事長。繼任安徽省政府秘書[3]、秘書主任
- 民國37年，當選立法委員，曾出席第一屆立法院第一會期內政及地方自治委員會、財政及金融委員會、教育文化委員會
- 民國40年，依法註銷名籍[4]
- 後去香港，中華人民共和國成立後，在上海教育學院任教[5]，1957年被劃為右派，1959年病死在甘肅